# Ludwig Windthorst
Pour les articles homonymes, voir Windthorst.
 (février 2019).
Ludwig Windhorst, né le 7 janvier 1812, mort le 14 mars 1891, est un homme politique allemand catholique, cofondateur du parti Zentrum avec Mgr Wilhelm Emmanuel von Ketteler.

## Biographie

### Hanovre
Né à Kaldenhof, près d'Osnabrück, dans le département d'Ems-Supérieur, au sein d'une famille catholique dont les membres occupèrent des postes d'État importants au service du royaume de Hanovre, Ludwig Windthorst fut éduqué au Carolinum, puis aux universités de Göttingen et de Heidelberg.
En 1836, il devint avocat à Osnabrück et fit partie du consistoire catholique de la ville. En 1848, il fut nommé à la Cour d'Appel du royaume de Hanovre qui se tenait à Zelle.
Les troubles révolutionnaires, l'année suivante, lui ouvrirent la voie - comme à d'autres hommes de sa génération - à la politique. Il entre à la seconde Chambre du Parlement de Hanovre. Il était favorable à la solution grande-allemande guidée par le royaume de Prusse. Il était opposé aux libéraux et lutta contre la sécularisation des écoles, combat qu'il mena toute sa vie.
En 1851, il fut élu président de la Chambre et la même année nommé ministre de la Justice du royaume de Hanovre. Ce fut le premier catholique dans un royaume à majorité protestante à occuper un poste aussi élevé. Il s'opposa toutefois au roi Georges V de Hanovre (1819-1878) qui voulait rétablir la noblesse dans ses anciens privilèges. Windthorst démissionna. Rappelé en 1862, il s'opposa à nouveau aux mesures réactionnaires du roi.
Il n'était pas favorable à la conduite de la guerre austro-prussienne en 1866 ni au soutien que le Hanovre apporta à l'Autriche contre la Prusse voisine mais lorsque la Prusse annexa le royaume de Hanovre en 1866, il accepta le fait accompli.
Il fut élu peu après à la fois membre de l'assemblée prussienne et membre de la Diète du nord.

### Berlin
Désormais homme politique à Berlin, son influence va s'étendre.
Par fidélité à son ancien souverain, il conduit les négociations entre Georges V, en exil en Autriche et le nouveau gouvernement prussien pour les questions relatives à la propriété des biens royaux mis sous séquestre (Fonds Welfs). Pour la première fois, il approche Bismarck. Tout les oppose.
Il devient le cofondateur du parti Zentrum, ou parti du centre, en 1870-1871, après la proclamation de l'Empire allemand. À la mort d'Hermann von Mallinckrodt (1821-1874), il prend la tête du parti jusqu'à sa mort. Il est un ferme opposant à la politique du Kulturkampf du chancelier de fer, qui cherche à le discréditer. Æ partir de 1879, cette opposition s'atténue.
En 1887, Bismarck en appela au pape Léon XIII afin d'obtenir du Zentrum son appui dans sa politique diplomatique et militaire. Windhorst tient les instructions du pape secrètes vis-à-vis de son parti et proclame l'indépendance du centre dans un rassemblement de mars 1887 à Cologne, en ce qui concerne les questions de pure politique. En revanche, il apporte son soutien à la politique sociale du chancelier.
Premier parti du Reichstag, il est en mesure d'influencer la fin du gouvernement de Bismarck et les premières mesures du gouvernement suivant.
Guillaume II entretint avec lui des relations cordiales à la fin de sa vie.
Son triomphe avant de mourir fut la démission du ministre Gossler à cause d'un réforme scolaire hostile à ses convictions. Il était surnommé « die kleine Excellenz ».
Il est enterré en l'église Sainte-Marie de Hanovre qu'il avait contribué à faire construire et ses funérailles furent suivies par la plupart des princes régnant de l'Empire allemand. Il était père de trois enfants, dont deux moururent avant lui, et sa veuve ne lui survécut que quelques mois.
Il fut l'auteur de discours publiés à Osnabrück en 1901-1902.